# إدريس الشرقي
إدريس الشرقي (مواليد 22 مايو 1985) هو لاعب كرة قدم فرنسي محترف يلعب كلاعب خط وسط ومهاجم مع نادي هييريس في دوري الدرجة الثانية الفرنسي.

## حياته المهنية

### مسيرته المهنية المبكرة
ولد الشرقي في سان شاموند، لوار، ونشأ في صفوف الناشئين في سانت إتيان لكنه فشل في الحصول على عقد احترافي مع النادي بعد إصابة مروعة. ولعب لاحقًا مع بايون وسيت ونيم.[بحاجة لمصدر]

### شبيبة القبائل
انتقل الشرقي إلى نادي شبيبة القبائل الجزائري في 7 أكتوبر 2009، وبعد خمسة أيام بدأ تجربته مع النادي. وفي 22 أكتوبر 2009 عاد إلى النادي لإتمام تفاصيل عقده.
مُنع الشرقي من الانضمام للنادي بسبب عدم الانضباط في 22 يوليو 2010.

### مونتريال إمباكت
وقع الشرقي في 10 فبراير 2011 عقدًا لمدة عام واحد مع نادي مونتريال إمباكت. وبعد انتهاء عقده الذي استمر لمدة عام، غادر مونتريال وعاد إلى فرنسا.[بحاجة لمصدر]